# Кошково (Пермский край)
Кошково — деревня в составе Чусовского городского округа в Пермском крае.

## Географическое положение
Деревня расположена в центральной части округа на левом берегу реки Чусовая, примыкая с запада к посёлку Лямино.

## Климат
Климат умеренно континентальный. Среднегодовая температура воздуха колеблется около 0 градусов, среднемесячная температура января — −16 °C, июля — +17 °C, заморозки отмечаются в мае и сентябре. Высота снежного покрова достигает 80 см. Продолжительность залегания снежного покрова 170 дней. Продолжительность вегетационного периода 118 дней. В течение года выпадает 500—700 мм осадков.

## История
Известна с 1623—1624 годов.
С 2004 до 2019 гг. входила в Чусовское городское поселение Чусовского муниципального района.
Деревня имеет дачный характер.

## Население
Постоянное население деревни составляло 18 человек в 2002 году (78 % русские), 13 человек в 2010 году. 